# Регламент про права та обов'язки пасажирів залізничного транспорту
Права та обов'язки пасажирів залізничного транспорту регулюються спеціальними правилами Європейського Союзу. Європейський парламент та Рада прийняли Регламент (ЄС) 2021/782 від 29 квітня 2021 року про права та обов'язки пасажирів залізничного транспорту. Цей Регламент встановлює правила, що застосовуються до залізничного транспорту з метою забезпечення ефективного захисту пасажирів та заохочення поїздок залізницею. Він застосовується до міжнародних та внутрішніх залізничних поїздок та послуг на всій території Союзу, що надаються одним або кількома залізничними підприємствами, ліцензованими відповідно до Директиви 2012/34. Регламент щодо прав пасажирів залізничного транспорту 2021 (ЄС) 2021/782 надає пасажирам залізничного транспорту основні права згідно із законодавством ЄС на відшкодування та мінімальний рівень обслуговування. Як нормативний акт, він має обов’язкове застосування без необхідности прийняття законодавчих актів. До цього в багатьох державах, наприклад у Сполученому Королівстві, не було законодавчих прав для пасажирів залізничного транспорту. Регламент створює мінімальні права, які кожен закон держави-члена та кожна залізнична компанія можуть покращити.
Версію Регламенту 2007 року було оновлено Регламентом (ЄС) № 2021/782, який застосовувся з 7 червня 2023 року.

## Зміст
Нижче наведено короткий виклад структури Регламенту:
- стаття 3, визначення
- ст. 4, умови транспортного контракту, які регулюються Додатком I
- ст. 5, недискримінаційні умови контракту та тарифи на національній основі
- ст. 6 дозвіл використовувати велосипеди в поїздах, якщо це не впливає негативно на залізницю
- ст. 7, зобов’язання перед пасажирами відповідно до цього Регламенту не можуть бути скасовані, але обов’язки можуть бути більш сприятливими
- ст. 8, інформація про припинення надання послуг
- ст. 9, туристична інформація, викладена в Додатках I та II
- ст. 10, квитки та бронювання через каси, автомати, телефон, Інтернет або на борту
- ст. 11, туристична інформація та бронювання
- ст. 12, залізничні квитки
- ст. 13, відповідальність за пасажирів і багаж згідно з Додатком I
- ст. 14, страхування, зобов’язання в Директиві 95/18/ЄС, ст. 9
- ст. 15, передоплати
- ст. 16, якщо залізниця заперечує відповідальність за травму, вона повинна докласти всіх зусиль, щоб допомогти пасажиру подати позов до третьої сторони
- стаття 17, Відповідальність за затримку, Додаток I. Пасажир, який затримується на годину або більше, може вимагати часткового відшкодування вартости квитка
- ст. 18, відшкодування та зміна маршруту
- ст. 19, компенсація вартости квитка: 25% від вартости квитка за 60-119 хв запізнення, 50% за 120 хв і більше. Абонементи відповідно до політики компанії. Порогова сума заявки становить 4 євро.
- ст. 20, допомога, інформував. У разі затримки більше ніж на 60 хвилин безкоштовне харчування та напої, якщо це обґрунтовано можливо, буде надано в поїзді чи на станції, у готелі чи в готелі, транспорт від поїзда до залізничної станції, якщо заблоковано.
- ст. 21, право осіб з інвалідністю на транспорт
- ст. 22, інформування
- ст. 23-25, доступність та допомога на борту тощо
- ст. 27, управління ризиками безпеки
- ст. 28, компанії повинні створити механізм розгляду скарг і оприлюднити контактні дані
- ст. 29, стандарти якости послуг
- ст. 30, інформація та правозастосування
- ст. 31, держави-члени повинні призначити національні правоохоронні органи
- статті 35-41, заключні положення
- Додаток I, Витяг з Єдиних правил щодо договору міжнародного залізничного перевезення пасажирів і багажу (CIV)